# Microlepidogaster longicolla
Microlepidogaster longicolla is een straalvinnige vissensoort uit de familie van de harnasmeervallen (Loricariidae). De wetenschappelijke naam van de soort is voor het eerst geldig gepubliceerd in 2010 door Calegari & Reis.